# Meliza Haradinaj-Stublla

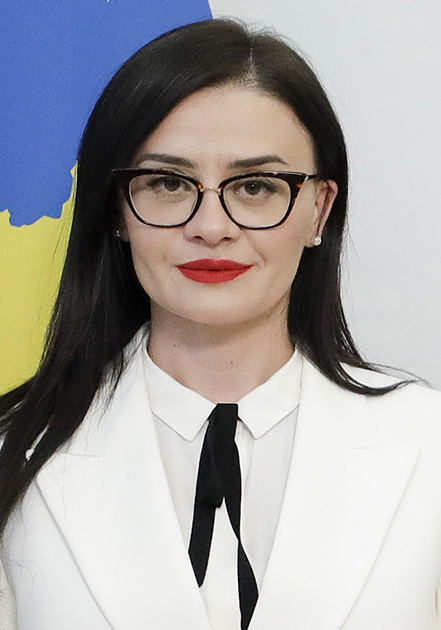
Meliza Haradinaj-Stublla (2020)

Meliza Haradinaj-Stublla (geborene Meliza Haradinaj; * 1984 in Pristina) ist eine kosovarische Politikerin (AAK). Sie war vom 3. Juni 2020 bis zum 9. März 2021 Außenministerin des Kosovo.

## Leben
Sie studierte an der 2003 gegründeten Amerikanischen Universität im Kosovo das Fach Public Policy. Nach ihrem dortigen Bachelor-Abschluss studierte sie Diplomatie an der University of Oxford. Von 2009 bis 2013 war sie Mitglied des Stadtrates von Pristina. Danach war sie als politische Beraterin Mitglied des Kabinetts des von 2017 bis 2019 amtierenden kosovarischen Premierministers Ramush Haradinaj, mit dem sie trotz gleichen Nachnamens nicht näher verwandt ist.
In der seit dem 3. Juni 2020 amtierenden Regierung von Avdullah Hoti ist sie Ministerin für Auswärtige Angelegenheiten und Auslandskosovaren. Sie ist die erste Außenministerin des Kosovos; aber bereits 2010/11 war Vlora Çitaku für vier Monate amtierende Außenministerin.
Sie gehört auch dem Vorsitz der Partei Aleanca për Ardhmërinë e Kosovës (AAK) an.
Am 9. März 2021 trat sie als Außenministerin des Kosovo zurück und gab auch ihren Posten als Vorsitzende der Partei AAK auf.
Meliza Haradinaj ist verheiratet mit Dardan Stublla und Mutter von zwei Kindern.